# جوي كوفنغتون
جوي كوفنغتون (بالإنجليزية: Joey Covington)‏ هو كاتب أغاني وموسيقي أمريكي، ولد في 27 يونيو 1945 في جونستاون في الولايات المتحدة، وتوفي في 4 يونيو 2013 في بالم سبرينغس في الولايات المتحدة بسبب حادث مرور.

## وصلات خارجية
- الموقع الرسمي
- جوي كوفنغتون على موقع IMDb (الإنجليزية)
- جوي كوفنغتون على موقع ميوزك برينز (الإنجليزية)
- جوي كوفنغتون على موقع أول ميوزيك (الإنجليزية)
- جوي كوفنغتون على موقع ديسكوغز (الإنجليزية)
- جوي كوفنغتون على موقع قاعدة بيانات الفيلم (الإنجليزية)